# Muntanyes Flamejants
Les munyanyes Flamejants (en xinès: 火 焰|山, huǒ yàn shān', o muntanyes Gaochang, són turons erosionats i erms de sorra roja dins la serralada Tian Shan a Xinjiang, Xina. Estan situades prop del límit nord del desert de Taklamakan i a l'est de la ciutat de Turpan. Són molt evidents els seus barrancs i rases causats per l'erosió de la roca mare de pedra sorrenca rogenca i això li dona un aspecte de flames durant certs moments del dia.
Aquestes muntanyes fan uns 100 km de llargada i uns 10 km d'amplada i travessen la conca de Tarim d'est a oest. L'altitud mitjana de les muntanyes Flamejants és de 500 m amb alguns pics que arriben als 800 m. Tenen un clima dur i a l'estiu és un dels punts més càlids de la Xina, arribant amb freqüència als 50 °C o superant-los. S'hi troba un dels termòmetres més grossos de la Xina, que constitueix una atracció turística.

## Ruta de la Seda

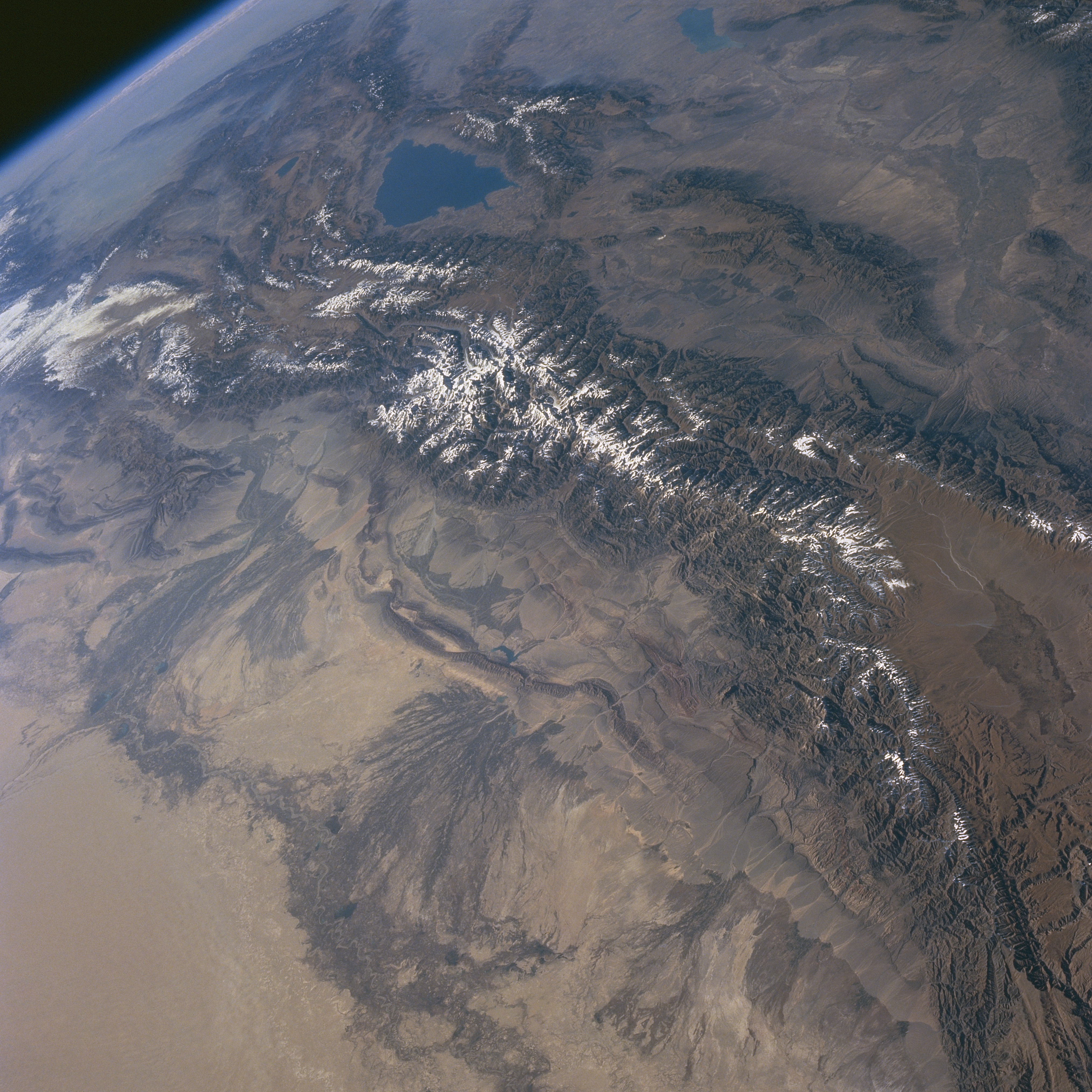
El Tien Shan amb les muntanyes Flamejants al fons

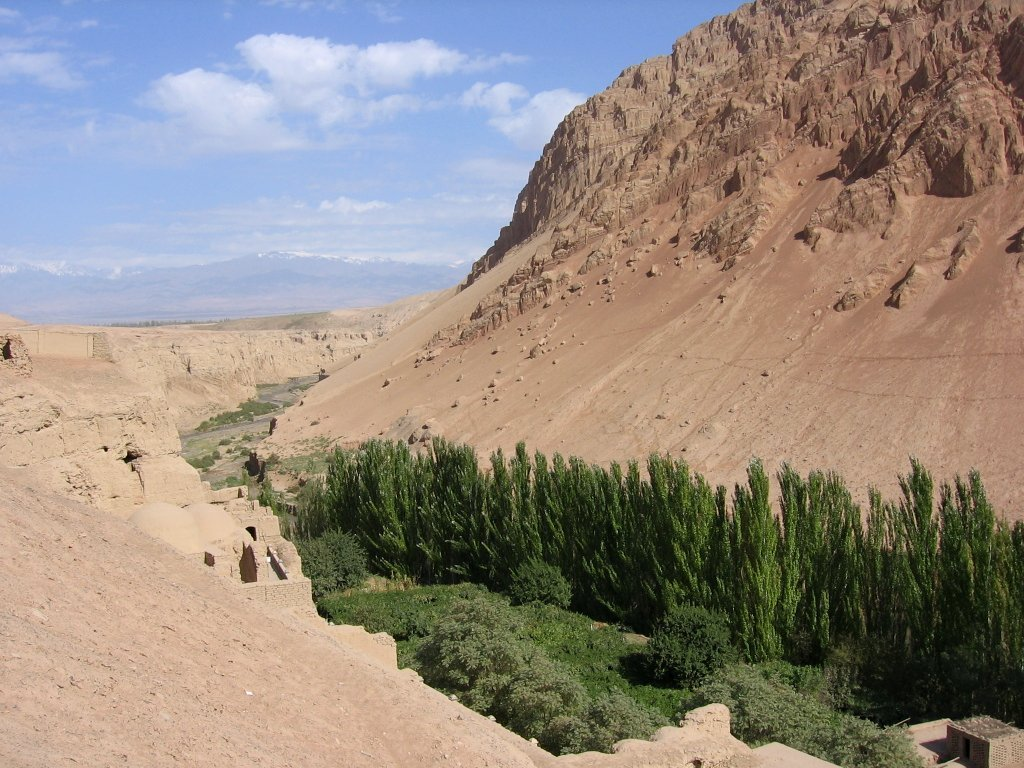
Coves budistes de Bezeklik a les muntanyes Flamejants

En temps antics s'evitava el pas pel desert de Taklamakan durant la ruta de la Seda i oasis com el de la ciutat de Gaochang, situats als peus de les muntanyes Flamejants, eren un punt important de parada per a les rutes dels mercaders. També, seguint la ruta de la Seda, s'hi van construir importants monestirs budistes, com els de les coves dels mil budes de Bezeklik.